# Tournoi de clôture du championnat de Bolivie de football 2008
Navigation
Saison précédente Saison suivante
Le tournoi d'ouverture de la saison 2008 du Championnat de Bolivie de football est le second tournoi semestriel de la trente-quatrième édition du championnat de première division en Bolivie.
Le tournoi est organisé en deux phases :
- les douze équipes sont réparties en deux poules de six, les deux premiers se qualifient pour la phase finale.
- la phase finale est modifiée cette saison puisqu'elle prend la forme de confrontations à élimination directe (demi-finales et finales).

C'est le club d'Aurora Cochabamba qui remporte la compétition cette saison après avoir battu en finale nationale Club Blooming. C'est le tout premier titre de champion de Bolivie de l'histoire du club.

## Qualifications continentales
Le vainqueur du tournoi Clôture se qualifie pour la Copa Libertadores 2009, tout comme le vainqueur du Torneo Play-Offs, organisé en fin de saison pour déterminer les qualifications continentales. Le finaliste du tournoi Clôture obtient quant à lui son billet pour la Copa Sudamericana 2009.

## Les clubs participants
| - Jorge Wilstermann Cochabamba - Aurora Cochabamba - Oriente Petrolero - Bolivar La Paz - Club Blooming - Universitario de Sucre | - San José Oruro - Real Potosi - Real Mamoré - The Strongest La Paz - Club Deportivo Guabirá - La Paz FC |

## Compétition
Le barème utilisé pour établir l'ensemble des classements est le suivant :
- Victoire : 3 points
- Match nul : 1 point
- Défaite : 0 point

### Première phase
| Rang | Équipe                       | Pts | J  | G | N | P | Bp | Bc | Diff |
| ---- | ---------------------------- | --- | -- | - | - | - | -- | -- | ---- |
| 1    | Club Blooming                | 20  | 10 | 6 | 2 | 2 | 18 | 9  | +9   |
| 2    | Aurora Cochabamba            | 19  | 10 | 6 | 1 | 3 | 17 | 10 | +7   |
| 3    | Oriente Petrolero            | 16  | 10 | 4 | 4 | 2 | 12 | 8  | +4   |
| 4    | Real Mamoré                  | 12  | 10 | 3 | 3 | 4 | 10 | 10 | 0    |
| 5    | Jorge Wilstermann Cochabamba | 12  | 10 | 3 | 3 | 4 | 10 | 11 | -1   |
| 6    | Club Deportivo GuabiráP      | 4   | 10 | 1 | 1 | 8 | 8  | 27 | -19  |

| Rang | Équipe                  | Pts | J  | G | N | P | Bp | Bc | Diff |
| ---- | ----------------------- | --- | -- | - | - | - | -- | -- | ---- |
| 1    | Real Potosí             | 16  | 10 | 5 | 1 | 4 | 14 | 9  | +5   |
| 2    | La Paz FC               | 16  | 10 | 4 | 4 | 2 | 13 | 12 | +1   |
| 3    | Bolívar La Paz          | 15  | 10 | 4 | 3 | 3 | 18 | 18 | 0    |
| 4    | Universitario de SucreT | 13  | 10 | 3 | 4 | 3 | 11 | 13 | -2   |
| 5    | The Strongest La Paz    | 11  | 10 | 2 | 5 | 3 | 16 | 21 | -5   |
| 6    | San José Oruro          | 9   | 10 | 2 | 3 | 5 | 15 | 14 | +1   |

### Phase finale
Demi-finales :
| Équipe 1    | Résultat | Équipe 2          | Aller | Retour |
| ----------- | -------- | ----------------- | ----- | ------ |
| La Paz FC   | 2 - 6    | Club Blooming     | 2 - 1 | 0 - 5  |
| Real Potosi | 1 - 3    | Aurora Cochabamba | 1 - 1 | 0 - 2  |

Finale :
| Équipe 1      | Résultat | Équipe 2          | Aller | Retour | Appui         |
| ------------- | -------- | ----------------- | ----- | ------ | ------------- |
| Club Blooming | 4 - 5    | Aurora Cochabamba | 2 - 0 | 0 - 3  | 2 - 2 3-4 tab |

## Relégation
Comme lors des saisons précédentes, un classement cumulé des performances sur les deux dernières saisons (tournois Ouverture et Clôture 2007 et 2008) permet de déterminer les clubs relégués. Le dernier de ce classement est directement relégué en deuxième division tandis que l'avant-dernier doit disputer un barrage de promotion-relégation face au deuxième de Copa Simon Bolivar.
| Rang | Équipe                       | Pts    | J  | G | N | P | Bp | Bc | Diff |
| ---- | ---------------------------- | ------ | -- | - | - | - | -- | -- | ---- |
| 1    | La Paz FC                    | 1,6969 | 66 |   |   |   |    |    |      |
| 2    | Club Blooming                | 1,5606 | 66 |   |   |   |    |    |      |
| 3    | Bolivar La Paz               | 1,4696 | 66 |   |   |   |    |    |      |
| 4    | Oriente Petrolero            | 1,4545 | 66 |   |   |   |    |    |      |
| 5    | Universitario de Sucre       | 1,4545 | 66 |   |   |   |    |    |      |
| 6    | Real Potosi                  | 1,4545 | 66 |   |   |   |    |    |      |
| 7    | The Strongest La Paz         | 1,409  | 66 |   |   |   |    |    |      |
| 8    | Jorge Wilstermann Cochabamba | 1,3939 | 66 |   |   |   |    |    |      |
| 9    | Aurora Cochabamba            | 1,3484 | 66 |   |   |   |    |    |      |
| 10   | San José Oruro               | 1,3484 | 66 |   |   |   |    |    |      |
| 11   | Real Mamoré                  | 1,1969 | 66 |   |   |   |    |    |      |
| 12   | Club Deportivo Guabirá       | 0,6875 | 32 |   |   |   |    |    |      |

### Barrage de promotion-relégation
| Équipe 1         | Résultat | Équipe 2                  | Aller | Retour |
| ---------------- | -------- | ------------------------- | ----- | ------ |
| Real Mamoré (D1) | 4 - 2    | (D2) Club Primero de Mayo | 2 - 1 | 1 - 2  |

### Torneo Play-offs
Le tournoi a pour but de désigner le troisième club qualifié en Copa Libertadores (en plus d'Universitario de Sucre, vainqueur du tournoi Ouverture et d'Aurora Cochabamba, champion du tournoi Clôture). Si l'un de ces deux clubs remporte les play-offs, c'est le finaliste qui récupère la qualification. Toutes les rencontres se disputent en matchs aller-retour avec un repêchage des quatre meilleurs perdants lors du premier tour.
Premier tour :
| Équipe 1                     | Résultat | Équipe 2               | Aller | Retour |
| ---------------------------- | -------- | ---------------------- | ----- | ------ |
| La Paz FC                    | 4 - 3    | San José Oruro         | 1 - 2 | 3 - 1  |
| Bolivar La Paz               | 2 - 1    | The Strongest La Paz   | 0 - 0 | 2 - 1  |
| Real Mamoré                  | 3 - 0    | Club Deportivo Guabirá | 3 - 0 | 0 - 0  |
| Real Potosi                  | 6 - 4    | Universitario de Sucre | 4 - 2 | 2 - 2  |
| Jorge Wilstermann Cochabamba | 3 - 2    | Aurora Cochabamba      | 0 - 1 | 3 - 1  |
| Club Blooming                | 5 - 4    | Oriente Petrolero      | 3 - 3 | 2 - 1  |

- San José Oruro, The Strongest La Paz, Oriente Petrolero et Aurora Cochabamba sont repêchés en tant que meilleurs perdants. Les quatre équipes disputent les demi-finales de repêchage.

Demi-finales de repêchage :
| Équipe 1          | Résultat | Équipe 2             | Aller | Retour |
| ----------------- | -------- | -------------------- | ----- | ------ |
| San José Oruro    | 3 - 1    | The Strongest La Paz | 3 - 0 | 0 - 1  |
| Aurora Cochabamba | 0 - 6    | Oriente Petrolero    | 0 - 5 | 0 - 1  |

- Les deux vainqueurs rejoignent les six équipes déjà qualifiées pour le tableau final.

Tableau final :
|  | Quarts de finale             | Quarts de finale             | Quarts de finale | Quarts de finale |                |                | Demi-finales | Demi-finales | Demi-finales | Demi-finales |  |  | Finale | Finale | Finale | Finale |
|  |                              |                              |                  |                  |                |                |              |              |              |              |  |  |        |        |        |        |
|  |                              |                              |                  |                  |                |                |              |              |              |              |  |  |        |        |        |        |
|  |                              |                              |                  |                  |                |                |              |              |              |              |  |  |        |        |        |        |
|  | Club Blooming                | Club Blooming                | 2                | 1 (3)            |                |                |              |              |              |              |  |  |        |        |        |        |
|  | Club Blooming                | Club Blooming                | 2                | 1 (3)            |                |                |              |              |              |              |  |  |        |        |        |        |
|  | La Paz FC tab                | La Paz FC tab                | 1                | 2 (4)            |                |                |              |              |              |              |  |  |        |        |        |        |
|  | La Paz FC tab                | La Paz FC tab                | 1                | 2 (4)            | La Paz FCe     | La Paz FCe     | 1            | 3            |              |              |  |  |        |        |        |        |
|  |                              |                              |                  |                  | La Paz FCe     | La Paz FCe     | 1            | 3            |              |              |  |  |        |        |        |        |
|  |                              |                              | San José Oruro   | San José Oruro   | 1              | 3              |              |              |              |              |  |  |        |        |        |        |
|  | San José Oruro               | San José Oruro               | San José Oruro   | San José Oruro   | 1              | 3              | 4            | 0            |              |              |  |  |        |        |        |        |
|  | San José Oruro               | San José Oruro               |                  |                  |                |                |              | 0            |              |              |  |  |        |        |        |        |
|  | Oriente Petrolero            | Oriente Petrolero            | 2                | 0                |                |                |              |              |              |              |  |  |        |        |        |        |
|  | Oriente Petrolero            | Oriente Petrolero            | 2                | 0                | La Paz FC      | La Paz FC      | 0            | 0            |              |              |  |  |        |        |        |        |
|  |                              |                              |                  |                  | La Paz FC      | La Paz FC      | 0            | 0            |              |              |  |  |        |        |        |        |
|  |                              |                              | Real Potosi      | Real Potosi      | 1              | 1              |              |              |              |              |  |  |        |        |        |        |
|  | Bolivar La Paz tab           | Bolivar La Paz tab           | Real Potosi      | Real Potosi      | 1              | 1              | 1            | 0 (5)        |              |              |  |  |        |        |        |        |
|  | Bolivar La Paz tab           | Bolivar La Paz tab           |                  |                  |                |                |              |              |              |              |  |  |        |        |        |        |
|  | Jorge Wilstermann Cochabamba | Jorge Wilstermann Cochabamba | 0                | 1 (4)            |                |                |              |              |              |              |  |  |        |        |        |        |
|  | Jorge Wilstermann Cochabamba | Jorge Wilstermann Cochabamba | 0                | 1 (4)            | Bolivar La Paz | Bolivar La Paz | 2            | 0 (4)        |              |              |  |  |        |        |        |        |
|  |                              |                              |                  |                  | Bolivar La Paz | Bolivar La Paz | 2            | 0 (4)        |              |              |  |  |        |        |        |        |
|  |                              |                              | Real Potosi tab  | Real Potosi tab  | 0              | 2 (5)          |              |              |              |              |  |  |        |        |        |        |
|  | Real Mamoré                  | Real Mamoré                  | Real Potosi tab  | Real Potosi tab  | 0              | 2 (5)          | 1            | 1            |              |              |  |  |        |        |        |        |
|  | Real Mamoré                  | Real Mamoré                  |                  |                  |                |                |              | 1            |              |              |  |  |        |        |        |        |
|  | Real Potosi                  | Real Potosi                  | 2                | 1                |                |                |              |              |              |              |  |  |        |        |        |        |
|  | Real Potosi                  | Real Potosi                  | 2                | 1                |                |                |              |              |              |              |  |  |        |        |        |        |
|  |                              |                              |                  |                  |                |                |              |              |              |              |  |  |        |        |        |        |

## Bilan de la saison
| Championnat de Bolivie de football 2008 |                               |
| Champion                                | Aurora Cochabamba (1er titre) |
| Qualifications continentales            |                               |
| Copa Libertadores 2009                  | Aurora Cochabamba             |
| Copa Libertadores 2009                  | Real Potosi                   |
| Copa Sudamericana 2009                  | Club Blooming                 |
| Promotions et relégations               |                               |
| Promus en Primera A                     | Nacional Potosi               |
| Relégués en Torneo Simon Bolívar        | Club Deportivo Guabirá        |